# Ptomascopus zhangla
Ptomascopus zhangla är en skalbaggsart som beskrevs av Háva, Schneider och Ruzicka 1999. Ptomascopus zhangla ingår i släktet Ptomascopus och familjen asbaggar. Inga underarter finns listade i Catalogue of Life.